# Wadi Atmar
El Wadi Atmar, es un torrente de corto recorrido, valle o río seco, con caudal efímero o intermitente, que fluye casi exclusivamente durante la temporada de lluvias, situado al noreste de los Emiratos Árabes Unidos, en el emirato de Ras al Jaima.
Pertenece a la cuenca hidrográfica del Wadi Bih (483 km²), del que es afluente por la izquierda, y se extiende a través de una pequeña subcuenca hidrográfica de tan solo 1,3 km².

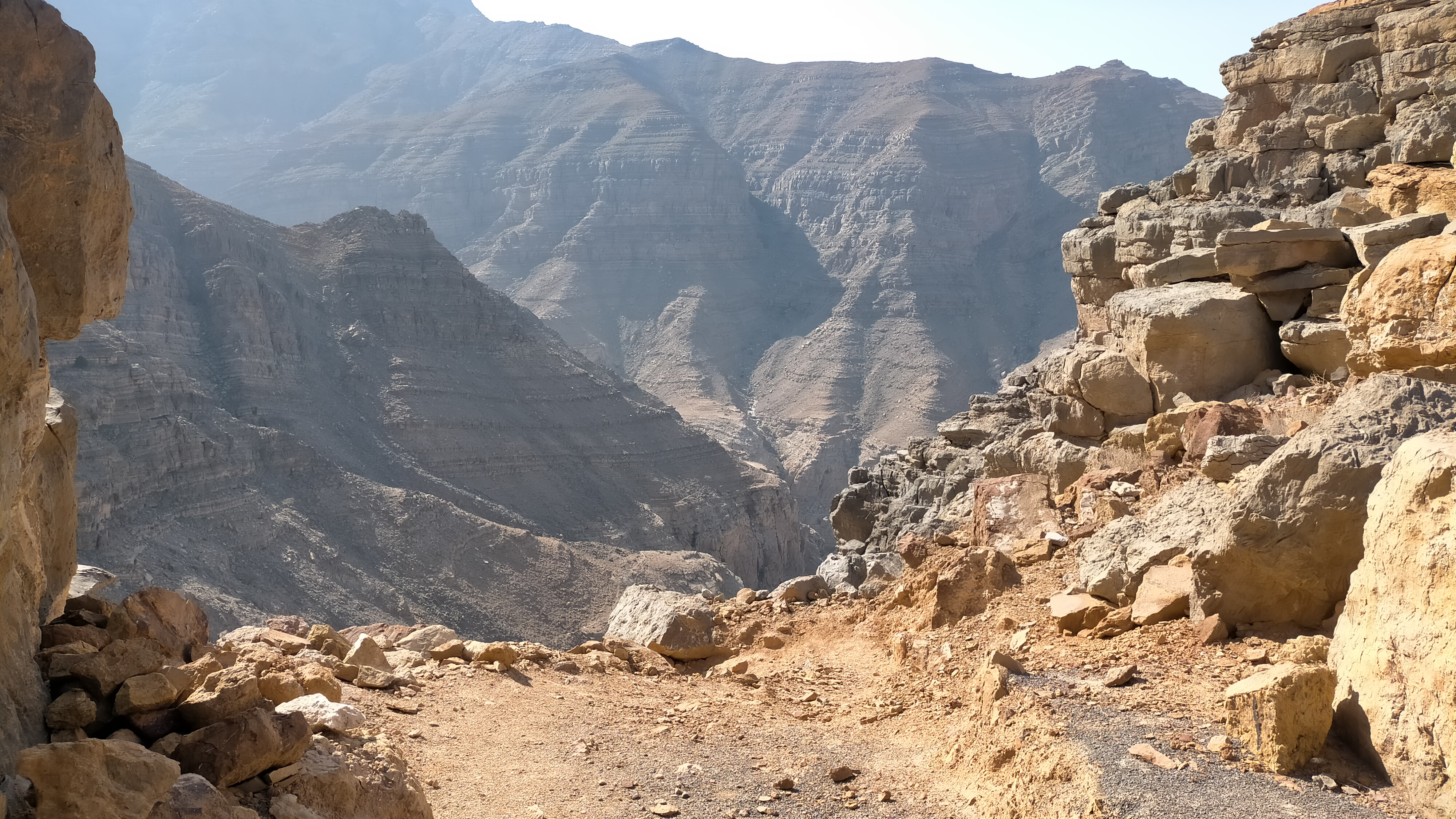
Atmar Col. Vista hacia la vertiente sur del collado

El nacimiento del cauce principal del Wadi Atmar se encuentra en la vertiente norte del collado de Atmar (Atmar Col, 626 m), situado en el extremo noroeste del Durdur Ridge, en el paso de montaña que comunica las subcuencas del propio Wadi Atmar y del vecino Wadi Ar Ra'ilah, que en los mapas publicados en 1971 por el Ministerio de Defensa del Reino Unido, figuraba detallado como Wadi Hiyaila.

## Recorrido

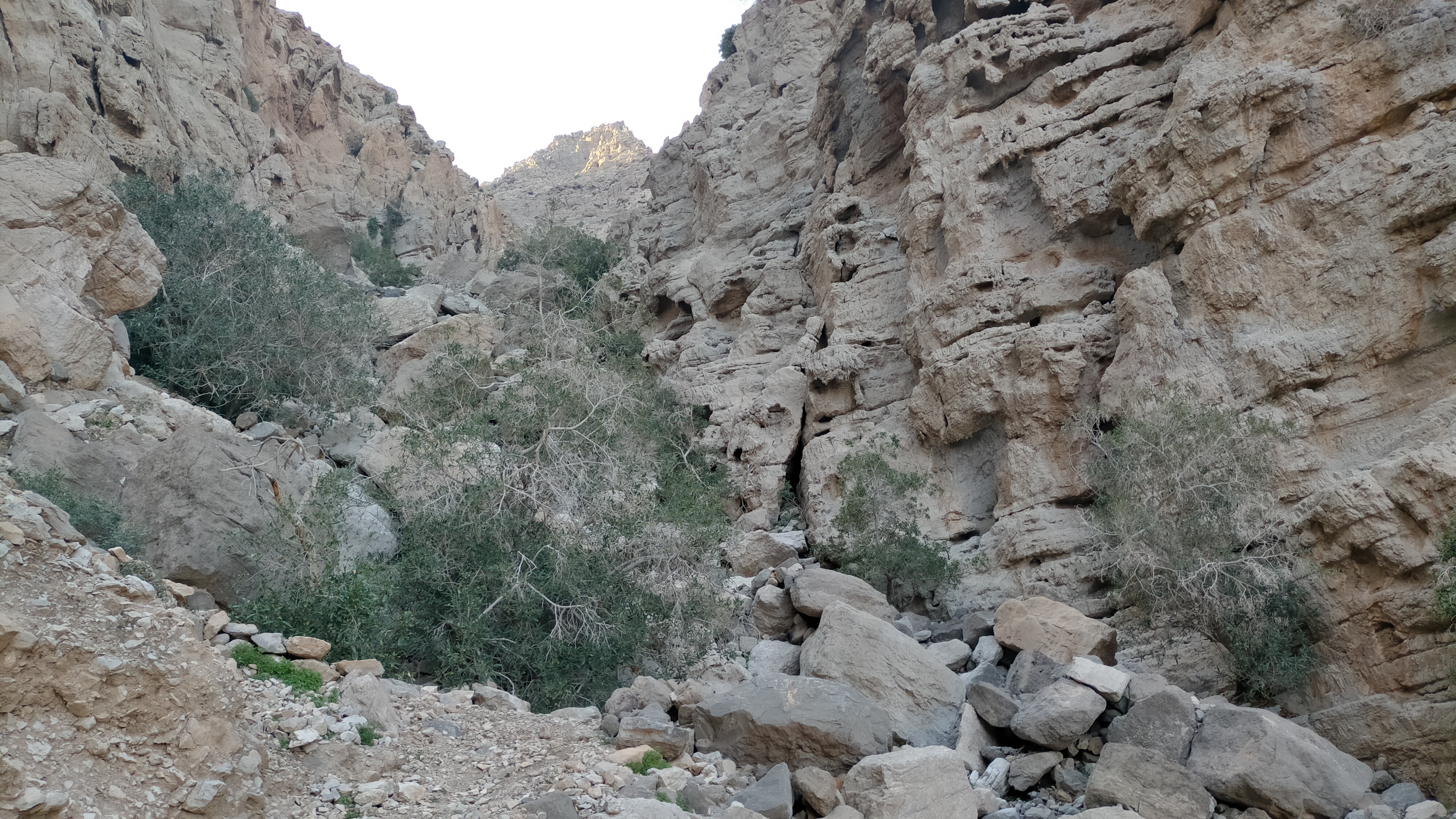
Wadi Atmar. Cauce pendiente y rocoso

En su corto recorrido, de algo menos de 2 km, sin afluentes importantes, el Wadi Atmar fluye de sur a norte y presenta en su curso alto un cauce rocoso y muy pendiente, con algunos tramos de pendiente media superiores al 35 %.
En su curso bajo, y ya con escasísima pendiente, el wadi recorre semi canalizado los últimos metros hasta su desembocadura en el Wadi Bih, bordeando por el sur la aldea de Atmar.
En los últimos años, se ha reformado completamente el estrecho camino de herradura que seguía el cauce del wadi hasta el collado de Atmar, y en la actualidad, a pesar de su importante pendiente, este camino es utilizado como la ruta principal de acceso a pie, o con burros, a los pueblos de montaña de Ra's  y Magam, también conocidos como pueblos de Hebs, situados en la vertiente oriental del Jabal Hebs / Jabal Hibs (980 m s. n. m.), y que constituyeron un antiguo e importante asentamiento de la tribu Habus (en singular Al Habsi o Hebsi).

## Toponimia
Nombres alternativos: 	Wādī Atmar.

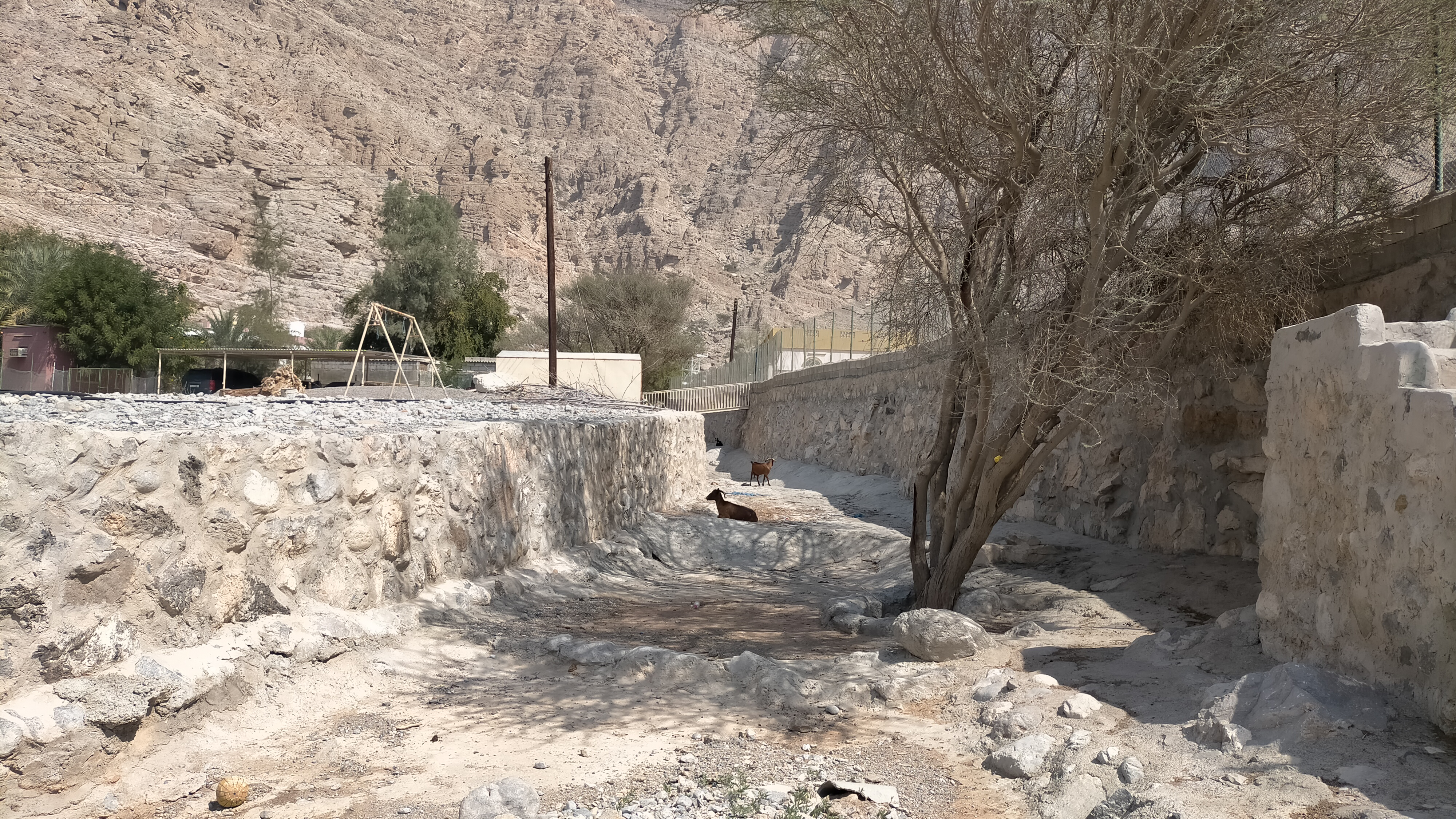
Wadi Atmar canalizado a su paso por la aldea de Atmar

El nombre de este wadi no aparece mencionado en la documentación y mapas elaborados entre 1950 y 1960 por el arabista, cartógrafo, militar y diplomático británico Julian F. Walker, ni en otros documentos relacionados con los trabajos efectuados para el establecimiento de fronteras entre los entonces denominados Estados de la Tregua. 
Sin embargo, en el Atlas Nacional de Emiratos Árabes Unidos, publicado en 1993, consta identificada la aldea de Atmar, que da nombre al wadi.

## Población
La zona próxima al Wadi Atmar estuvo poblada, mayoritariamente, por la tribu tribu Habus, y correspondía a la zona tribal de Banī Sā‘ad.